# Hierodula coarctata
Hierodula coarctata är en bönsyrseart som beskrevs av Henri Saussure 1869. Hierodula coarctata ingår i släktet Hierodula och familjen Mantidae. Inga underarter finns listade i Catalogue of Life.